# Triphenylmethanol
Triphenylmethanol ist eine chemische Verbindung aus der Gruppe der Alkohole und Triphenylmethanderivate.

## Gewinnung und Darstellung
Triphenylmethanol kann durch Reaktion von Benzophenon mit Phenylmagnesiumbromid gewonnen werden.
Es entsteht auch bei der Oxidation von Triphenylmethan.

## Eigenschaften
Triphenylmethanol ist ein farbloser Feststoff, der unlöslich in Wasser ist, unreine Produkte sind beige gefärbt. Bei Lösung in konzentrierter Schwefelsäure bildet sich eine intensiv gelb gefärbte Lösung durch Bildung eines Triphenylmethyl-Carbokations.

## Verwendung
Triphenylmethanol findet bei zahlreichen chemischen Synthesen Verwendung und ist Grundkörper der Triphenylmethanfarbstoffe.
Beispielsweise kann es mit Acetylchlorid zu Tritylchlorid umgesetzt werden, das zur Einführung der Trityl-Schutzgruppe dient.